# The Nose

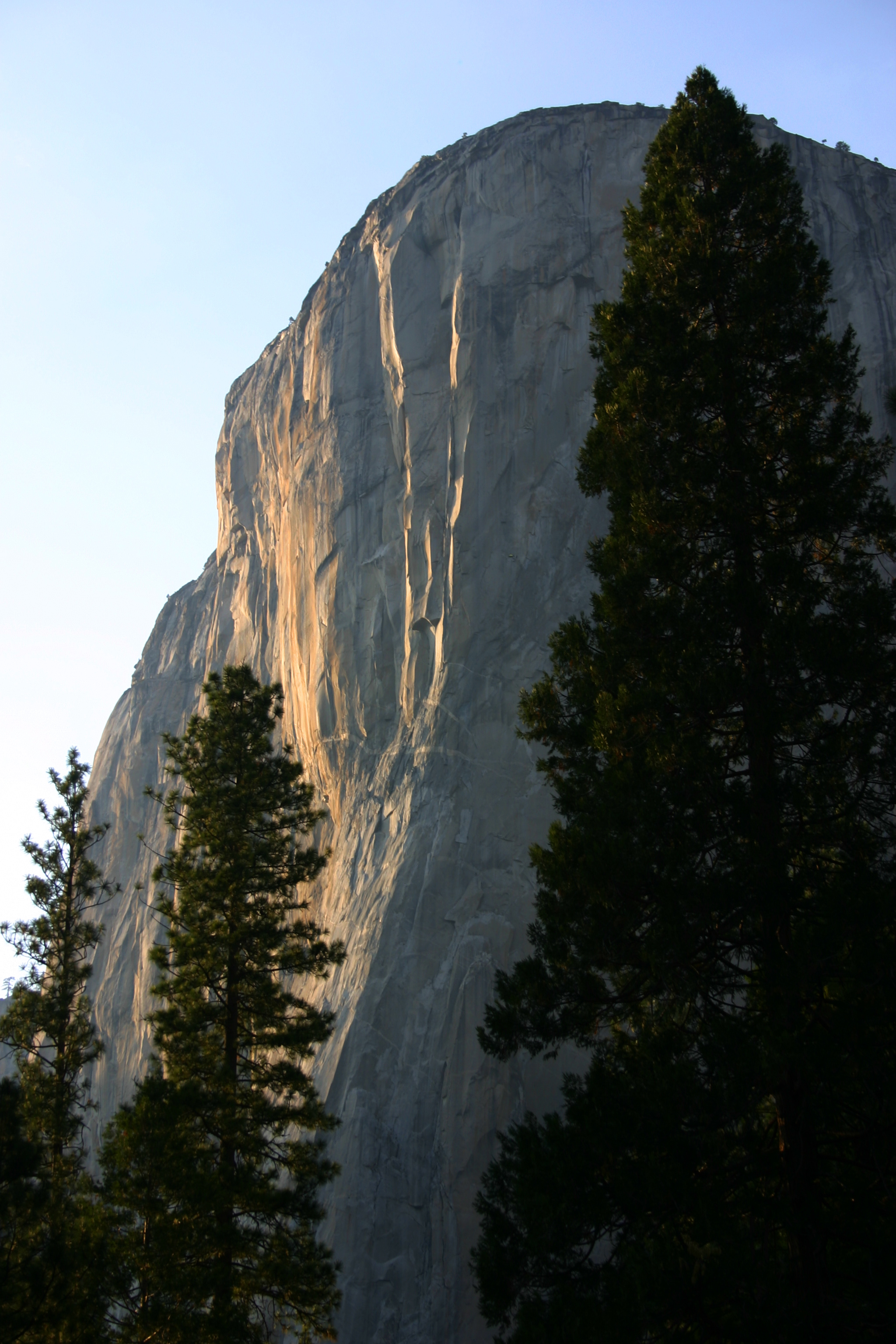
Die Route „The Nose“ verläuft ungefähr an der Licht-Schatten-Grenze

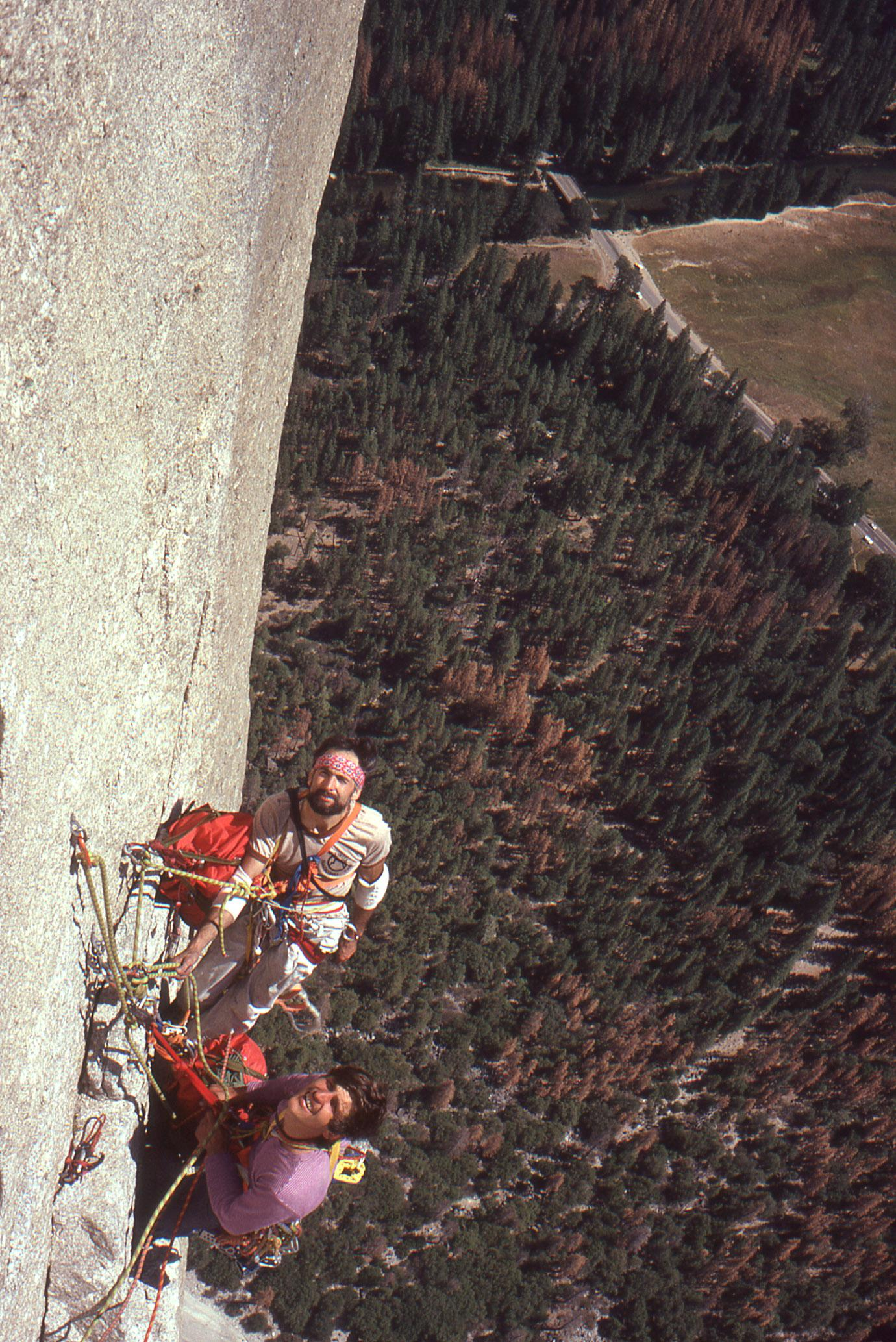
Kletterer an einem Standplatz

The Nose ist eine etwa 1000 Meter lange Kletterroute am El Capitan im Yosemite-Tal in Kalifornien (USA). Die Route wurde ursprünglich mit VI, 5.10/A3 bewertet. Später wurde sie „clean“ mit Klemmkeilen und mobilen Klemmgeräten ohne Verwendung von Felshaken geklettert, aber immer noch mit „VI 5.11/A3“ bewertet. Die „VI“ entspricht einer alpinen Mehrtagestour im Yosemite Decimal System. Ganz ohne die Verwendung künstlicher Hilfsmittel, also in freier Kletterei, beträgt die Schwierigkeit „5.13b“. Die Route ist bis heute eine der populärsten Felskletterrouten der USA. Die möglichen Biwakplätze werden in Anlehnung an hochalpinen Routen mit „Camp“ bezeichnet. Nach dem vierten Biwakplatz „Camp IV“, einer markanten Plattform unter einem großen Dach, wurde der Klettercampingplatz in Yosemitetal benannt. Etwa auf halber Höhe der Route befindet sich der „El Cap Tower“; dies ist ein etwas von der Wand abstehender Felspfeiler, dessen Gipfelplateau zum Biwakieren verwendet werden kann.

## Begehungen

### Erste technische Begehungen
Warren Harding und sein damaliger Kletterpartner Mark Powell mussten sich bei Erstbegehung der Nordwestwand des Half Dome knapp von Royal Robbins geschlagen geben. Nun suchten sie ein vergleichbar herausragendes Ziel.
Sie beschlossen im Juli 1957, die Route entlang einer markanten Kante (The Nose), die der Route den Namen gab, in Angriff zu nehmen. Da ihre Versuche große Zuschauermengen anlockten, untersagte der Park Service einmal das Weiterklettern und ordnete an, dass solche Besteigungen nur noch außerhalb der Saison erfolgen sollten. Am 12. November 1958 gelang schließlich Harding die Erstdurchsteigung mit Wayne Merry, George Whitmore und Rich Calderwood in 47 Tagen mit mehreren Anläufen. Royal Robbins gelang im Jahr 1960 die erste Wiederholung in nur 7 Tagen zusammen mit Joe Flitchen, Chuck Pratt und Tom Frost.

### Freie Begehungen
Als sich Ende der 1970er Jahre das Free-Climbing entwickelte, bot El Capitan eine zunächst unlösbare Herausforderung. Ray Jardine durchstieg 1979 die einfachere Westflanke; aber erst 1988 konnte die Südwand erstmals durch Todd Skinner und Paul Piana frei geklettert werden. In der noch wesentlich anspruchsvolleren The Nose galten zu dieser Zeit zwei Abschnitte als nicht frei zu durchklettern.
Mitte September 1993 war Lynn Hill die erste Person überhaupt, begleitet von ihrem Partner Brooke Sandahl, die die Route am El Capitan frei klettern konnte. Ihren Erfolg kommentierte sie mit: "It goes, boys" (Das geht schon, Jungs). Ein Jahr später übertraf sie diese Leistung sogar noch, als sie als Erste die gesamte Route an einem einzigen Tag bezwang. Lynn Hills ursprüngliche Bewertung für die Free Nose war 5.13b. Die freie Begehung der Nose blieb fünf Jahre lang nach Lynn Hills Erstbegehung unwiederholt – trotz zahlreicher Versuche einiger der besten Bigwall-Kletterer der Welt. Aus diesem Grund schlugen einige Kletterer vor, den Schwierigkeitsgrad für diese Route auf mindestens 5.14a anzuheben, wodurch die beiden freien Begehungen der Nose von Lynn Hill zu den beeindruckendsten Errungenschaften der Klettergeschichte gehörten.
Im Jahr 1998 gelang Scott Burke die zweite freie Begehung. Am 14. Oktober 2005 gelang es Tommy Caldwell und Beth Rodden, die Nose ebenfalls frei zu klettern, und am 16. Oktober 2005 kletterte Caldwell die Route in weniger als zwölf Stunden. 2019 gelang Babsi Zangerl und Jacopo Larcher ein freier Durchstieg der Route. Im August 2016 gelang Miranda Oakley als erster Frau die Besteigung rope solo in weniger als 24 Stunden.
Freie Begehungen der Nose bis 2023
| Jahr | Name                            | Zeit             | Anmerkung                                                      |
| ---- | ------------------------------- | ---------------- | -------------------------------------------------------------- |
| 1993 | Lynn Hill                       | 4 Tage           | Frei                                                           |
| 1994 | Lynn Hill                       | 23 Stunden       | Frei                                                           |
| 1998 | Scott Burke                     | 12 Tage          | Frei, Great Roof wegen Nässe im Toprope                        |
| 2005 | Beth Rodden, Tommy Caldwell     | 4 Tage           | Frei, wobei jeder die Hälfte der Route vorstieg                |
| 2005 | Tommy Caldwell                  | unter 12 Stunden | Frei, erste freie Begehung durch einen Mann an einem Tag       |
| 2005 | Tommy Caldwell                  | unter 12 Stunden | Frei, link mit Freeraider                                      |
| 2014 | Jorg Verhoeven                  | 3 Tage           | Frei                                                           |
| 2018 | Keita Kurakami                  | 5 Tage           | Frei, solo-gesichert (Rope solo)                               |
| 2018 | Connor Herson                   | 3 Tage           | Frei, jüngste freie Begehung                                   |
| 2019 | Sébastien Berthe                | 8 Tage           | Frei, ohne vorher die Route durch abseilen besichtigt zu haben |
| 2019 | Barbara Zangerl, Jacopo Larcher | 6 Tage           | Frei                                                           |
| 2023 | Alex Waterhouse, Billy Ridal    | 7 Tage           | Frei                                                           |

### Speed-Begehungen
Auch Speed-Climber entdeckten The Nose. Yūji Hirayama benötigte, zusammen mit Hans Florine, im Jahr 2002 die Zeit von 2:48:55 für die Durchsteigung der Wand. Ein Versuch der „Huberbuam“, Alexander Huber und Thomas Huber, diesen Rekord zu verbessern, ist Gegenstand des preisgekrönten Dokumentarfilms Am Limit von Regisseur Pepe Danquart aus dem Jahr 2006/2007. Die Huberbuam verbesserten den Rekord jedoch erst am 4. Oktober 2007 um 15 Sekunden. Vier Tage später verbesserten sie ihn auf 2:45:45. Am 2. Juli 2008 wurde dieser Rekord von Hans Florine und Yūji Hirayama mit 2:43:33 unterboten und am 12. Oktober 2008 auf 2:37:05 verbessert. Dieser Rekord wurde am 6. November 2010 von Sean Leary und Dean Potter mit einer Zeit von 2:36:45 verbessert. Am 17. Juni 2012 wurde der Rekord abermals unterboten, Alex Honnold und Hans Florine kletterten die Route in 2:23:46. Es dauerte bis zum 23. Oktober 2017, bis der Rekord abermals unterboten wurde: Brad Gobright und Jim Reynolds kletterten die Route in 2:19:44. Im Jahr 2018 schafften es Alex Honnold und sein Kletterpartner Tommy Caldwell als erste, die Route in unter 2 Stunden zu durchsteigen. In einer Reihe von Begehungen innerhalb weniger Tage verbesserten sie den Rekord immer weiter (30. Mai: 2:10:51, 4. Juni: 2:01:50) und erzielten schließlich am 6. Juni eine Zeit von 1:58:07.

## Nachweise
1. ↑  Reinhard Karl: Klettern im senkrechten Paradies Yosemite. 1. Auflage. Limpert, Bad Homburg 1982, ISBN 3-7853-1380-2, S. 57ff.
2. ↑  National Parks Traveler vom 12. November 2008: Fifty Year Ago Today, Warren Harding and His Buddies Conquered “Unclimbable” El Capitan (englisch), abgefragt am 11. November 2010
3. ↑  Frauen am Berg: Lynn Hill im Porträt - Bergwelten. Abgerufen am 21. März 2023.
4. ↑  Reinhold Messner: Vertical 100 Jahre Kletterkunst. München 2002, ISBN 3-405-16420-6.
5. 1 2  Babsi Zangerl und Jacopo Larcher klettern The Nose frei. Abgerufen am 17. Oktober 2022.
6. ↑  Chris Kalman: The Nose Alone, Patagonian Walls, and Hard Trad: Profile of Miranda Oakley. In: Climbing. 20. September 2021, abgerufen am 19. Juni 2024 (amerikanisches Englisch).
7. 1 2 3 4 5 6 7  Clint Cummins: Yosemite - Long Hard Free Climbs. Archiviert vom Original am 28. Mai 2019; abgerufen am 23. Januar 2023 (englisch).  Info: Der Archivlink wurde automatisch eingesetzt und noch nicht geprüft. Bitte prüfe Original- und Archivlink gemäß Anleitung und entferne dann diesen Hinweis.
8. 1 2 3  Nose – frei an einem Tag. In: Bergsteigen.com. Abgerufen am 23. Januar 2024.
9. ↑  Exploit sur El Cap ! Un japonais signe la première ascension historique du Nose en solo auto-assuré ! · PlanetGrimpe - Toute l'actualité escalade. In: Planet Grimp. 21. November 2018, abgerufen am 23. Januar 2024 (französisch).
10. ↑  Bruce Hildenbrand: Prodigy Who Freed the Nose at 15 Just Notched His 50th 5.14 and He Still Can't Vote. In: Climbing. 24. Mai 2021, abgerufen am 23. Januar 2024 (englisch).
11. ↑  Dieser Film zeigt Sébastien Berthe bei der Begehung von The Nose. In: Lacrux Klettermagazin. 24. Dezember 2019, abgerufen am 23. Januar 2024.
12. ↑  Hans und Yuji verbessern ihren Nose-Rekord (Memento des Originals vom 28. Oktober 2009 im Internet Archive)  Info: Der Archivlink wurde automatisch eingesetzt und noch nicht geprüft. Bitte prüfe Original- und Archivlink gemäß Anleitung und entferne dann diesen Hinweis. Abgerufen am 25. Oktober 2009
13. ↑  New Nose Record; abgerufen am 16. November 2010
14. ↑  Neuer Nose Speedrekord auf bergsteigen.com; Abgerufen am 16. November 2010
15. ↑  Neuer Speedrekord an der Nose Abgerufen am 19. Juni 2012
16. ↑  Florine, Honnold Set New Nose Speed Record Abgerufen am 19. Juni 2012
17. ↑  Brad Gobright and Jim Reynolds Set New Nose Speed Record Abgerufen am 4. Dezember 2017
18. ↑  Alex Honnold and Tommy Caldwell Set Sub-2-Hour Nose Speed Record. In: Climbing Magazine. (climbing.com [abgerufen am 7. Juni 2018]).

Koordinaten: 37° 44′ N, 119° 38′ W